# 鲍勃·汉森
罗伯特·路易斯·汉森二世（英語：Robert Louis Hansen II，1961年1月18日—），美国NBA联盟职业篮球运动员。